# سم مینتز
سَـم مینتز (بلاروسی: Сэм Мінц؛ ‏ ۱۲ ژوئیهٔ ۱۸۹۷ – ۱۳ سپتامبر ۱۹۵۷) فیلم‌نامه‌نویس اهل بلاروس بود که در ایالات متحده آمریکا فعالیت می‌کرد.
از فیلم‌هایی که وی در آن‌ها نقش داشته‌است، می‌توان به مرا ستاره کن و اسکیپی اشاره نمود.
وی به همراه جوزف ال. منکیه‌ویچ بابت نگارش فیلم‌نامهٔ اسکیپی نامزد دریافت جایزه اسکار بهترین فیلم‌نامه اقتباسی در چهارمین دوره جوایز اسکار شد.